# В защиту Авла Клуенция Габита
«В защи́ту А́вла Клуе́нция Габи́та» (лат. Pro A. Cluentio Habito) — судебная речь римского оратора Марка Туллия Цицерона, произнесённая в суде в 66 году до н. э. Её текст полностью сохранился.

## Контекст и содержание
Римлянка из всаднического сословия Сассия подала иск против собственного сына от первого брака Авла Клуенция Габита, обвинив его в отравлении её третьего мужа — Стация Аббия Оппианика. Марк Туллий Цицерон стал защитником подсудимого. В своей речи он рассказывает, что между сыном и матерью началась вражда, когда Сассия отбила мужа у собственной дочери (это был Авл Аррий Мелин, ставший её вторым супругом). Позже, во время сулланских проскрипций, Мелин был убит Оппиаником, занявшим его место.
Оратор утверждает, что Сассия ещё до третьего замужества потребовала, чтобы Оппианик убил её детей от первого мужа. Позже Клуенция попытались отравить, суд признал виновными Оппианика и двух исполнителей, но нескольких судей обвинили в получении взятки. В 72 году до н. э. Оппианик умер при неясных обстоятельствах. Цицерон заявляет, что его отравила сама Сассия.
Об исходе дела сохранившиеся источники ничего не сообщают. Исследователи полагают, что Авл Клуенций был оправдан.